# Jon Sarasti
Juan Ramón Sarasti, conocido en el ámbito teatral como Jon Sarasti, es un dramaturgo, director de espectáculos y crítico teatral donostiarra (1968) residente en Madrid.
Licenciado en Geografía e Historia por la Universidad de Granada, cuenta igualmente con sendas licenciaturas en Arte Dramático y Escenografía por la Universidad Autónoma de Barcelona.
Su trayectoria combina el ámbito teatral y académico: ha sido director del Centro Dramático Elvira, de la Universidad de Granada, así como del Aula de Teatro y coordinador del Postgrado de Dramatización de la Universidad del País Vasco. Igualmente, imparte docencia de Interpretación Teatral y talleres de Narración oral y de Teatro en diferentes instituciones como la Casa Encendida, la Universidad de Alcalá o la Biblioteca Nacional.
Actualmente es miembro del Laboratorio Rivas Cherif del CDN.
Esa convicción por la educación y el teatro cristaliza especialmente en su faceta como dramaturgo, a través de la cual ha creado obras y adaptado textos de la narrativa clásica y cuento tradicional para ámbitos educativos. Sus obras surgen de investigaciones históricas, sociales y literarias, así como un gran conocimiento de la escena: “siempre será demasiado poco para ser justos, pero lo importante es poder contrastar ideas, criterios”. El resultado es una cuidada propuesta con vocación didáctica, que se presenta regularmente en diferentes museos y espacios culturales, independientemente de que se dirija a espectadores adultos o a un público juvenil, el cual “puede hacer mucho ruido,  pero eso no significa que carezca de sensibilidad”.
Desde hace décadas, sus Museo-Dramas forman parte de la propuesta pedagógica del Museo Arqueológico Nacional, así como de otras instituciones como la Biblioteca Nacional, el Museo de Guadalajara en el Palacio del Infantado, el Museo de América, el Museo del Romanticismo, el Parque Arqueológico de Recópolis... o en sucesivas celebraciones de la Noche y Día de los Museos por toda la geografía española. Sus obras se han presentado igualmente como parte de propuestas pedagógicas en América Latina. 
Surgen así, obras como “Areva, una Mujer de Numancia”, un clásico con una década de presentaciones en el Museo Arqueológico Nacional, «un espectáculo teatral de carácter histórico, basado íntegramente en los datos obtenidos de investigaciones arqueológicas. El monólogo aprovecha la capacidad comunicativa de la narración en primera persona para acercar al ciudadano a los objetos de la exposición, consiguiendo que el verdadero protagonista de la historia sea la gente corriente que cuenta sus vivencias».
O "Rebelión en el museo", «una representación teatral con grandes títeres en la que, con un lenguaje y contenidos adaptados a los niños, se muestra lo más importante de la historia del Palacio del Infantado y del Museo y sus colecciones, y también por qué hay Museos, cuáles son sus funciones, la importancia de su papel como instituciones públicas abiertas a todos, su misión de conservar lo que hemos heredado para generaciones futuras o quiénes trabajan en ellos. Todo a través de un guion divertido, animado con números musicales y que invita a la participación. Tras la representación, tendrá lugar una visita guiada por el edificio y las colecciones para relacionar ficción y realidad, en la que los niños pueden comprobar la existencia de las piezas a las que se referían en la obra».

## Obras
Como dramaturgo, es autor de textos y adaptaciones tanto en castellano como en euskera, destacando en el segundo caso "Moliére Dadin", «primero de los espectáculos clásicos en euskera que la Universidad del País Vasco presenta públicamente» coincidiendo con su dirección del Aula de Teatro de la Universidad el País Vasco.
| - TARARI TANTAN: MISIÓN MARCIANA, 2020. - TRAVESURA PANDA, 2020. - NORA Y EL DRAGÓN, 2019. - PATO, EL FEO, 2019. - JACK Y LAS HABICHUELAS MÁGICAS, 2018. - LOS SIETE CABRITILLOS Y EL LOBO, 2018. - FEDERICO Y LOLA, EL DESENCUENTRO, 2017. - TARARÍ Y TANTÁN BUSCANDO LA LUNA, infantil para Producciones Beti Alai, 2017. - CORALINA Y EL LIBRO DE LOS SORTILEGIOS, producción de Sapos y Princesas, Wonderland y Som Produce, Nuevo Teatro Alcalá, 2016. - GUILLEM PEREGRINO Archivado el 10 de octubre de 2015 en Wayback Machine., monólogo histórico del programa Museo Drama del Museo Arqueológico Nacional, 2015. - JAKE AND THE OGRES, infantil en inglés para Improving Co., 2015. - THE FORTUNATE ALLEY, musical infantil en inglés para Improving Co., 2014. - RINCONETE Y CORTADILLO, adaptación para escolar producción de Galápagos TC para el Teatro Amaya, 2013. - GUARDIANES DEL PRADO, espectáculo de títeres producción de Galápagos TC para el Teatro Amaya, 2012. - VUELVA USTED MAÑANA, guion para audiovisual de animación producido por el Museo Nacional del Romanticismo, 2010. - SUBH, LA SAYIDA DEL CALIFA Archivado el 17 de abril de 2016 en Wayback Machine., monólogo histórico producción del Museo Arqueológico Nacional, 2010. | - LA HISTÓRICA TRAMA DE LOS TAPICES DE PASTRANA, producción del Museo de Guadalajara. 2010. - WAMBA, DOLOR Y MUERTE DEL REY GODO Archivado el 9 de marzo de 2017 en Wayback Machine., producción el Museo Arqueológico Nacional. 2009. - CAYO, INGENIERO ROMANO Archivado el 17 de marzo de 2016 en Wayback Machine., producción el Museo Arqueológico Nacional. 2008. - GARBANCITO, producción de Galápagos Teatro Cálido para la Biblioteca Nacional, 2009. - BELA, ÚLTIMO ACUÑADOR DE RECÓPOLIS, producción del Parque Arqueológico de Recópolis. 2008. - VELADA CON MATERNO, producción del Parque Arqueológico de Recópolis. 2008. - AREVA UNA MUJER DE NUMANCIA Archivado el 20 de abril de 2016 en Wayback Machine., producción el Museo Arqueológico Nacional, 2007. - LAS AVENTURAS DE DON QUIJOTE Y SANCHO PANZA, guion de espectáculo de títeres producido por la Biblioteca Nacional, 2005. - LOS CUENTOS Y AVENTURAS DE LA ABUELA GERARDA, espectáculo de títeres producción de Galápagos Teatro Cálido, 2004. - LA MONTAÑA, infantil producción de Galápagos Teatro Cálido, 2004. - EUROKRONOS, espectáculo didáctico producido por Caja Vital de Álava, 2002. - OLIMPO, guion para espectáculo en euskera de Kajoi Antzerkia, 2000. - Espectáculos de teatro de calle producidos por el Ayuntamiento de San Sebastián (LAS REGLAS DEL JUEGO, TODO POR LA CONCHA, TE QUIERO KURSAL, JULI ETA ROMEO), de 1997 a 2000. |

- Datos: Q28861912